# سيتشي ايتو
سيتشي ايتو (باليابانية: 伊藤整一؛ بالكانا: いとう せいいち) هو عسكري وطيار ياباني، ولد في 26 يوليو 1890 في مياما في اليابان، وتوفي في 7 أبريل 1945 في أوكيناوا في اليابان بسبب قتل في المعركة.